# Youssouf Ndayishimiye
Pour les articles homonymes, voir Ndayishimiye.
Youssouf Ndayishimiye, né le 27 octobre 1998 à Bujumbura au Burundi, est un footballeur international burundais qui joue au poste de défenseur à l’OGC Nice.

## Biographie

### Carrière en club

#### OGC Nice (depuis 2023)
Le 31 janvier 2023, Youssouf Ndayishimiye rejoint l’OGC Nice pour un contrat de quatre ans et un montant de transfert estimé à 11 millions d'euros.

### Carrière internationale
Youssouf Ndayishimiye fait sa première apparition en sélection nationale avec le Burundi lors d'un match amical contre l'équipe de Djibouti le 11 mars 2017.

## Palmarès

### Distinctions personnelles
- Nommé pour le Prix Marc-Vivien Foé en 2024[2].